# 1993 في بلجيكا
فيما يلي قوائم الأحداث التي وقعت خلال عام 1993 في بلجيكا.

## سياسة

### تعيين في المنصب
- 9 أغسطس – ألبير الثاني ملك بلجيكا King of the Belgians  [لغات أخرى]‏.
- 5 سبتمبر – هيرمان فان رومبوي Minister of Budget (Belgium) [الإنجليزية]‏.

### انتهاء فترة المنصب
- 31 يوليو – بودوان الأول ملك بلجيكا King of the Belgians  [لغات أخرى]‏.

## رياضة
- 1 يناير – طواف فلاندرز 1993
- 29 أغسطس – جائزة بلجيكا الكبرى 1993 الفائز دامون هيل.

## مواليد

### مارس
- 29 مارس – تورغان هازار لاعب كرة قدم بلجيكي.

### أبريل
- 7 أبريل – فيصل غراس لاعب كرة قدم بلجيكي.[1]

### مايو
- 13 مايو – إيما ميسمان لاعبة كرة سلة بلجيكية.
- 13 مايو – روميلو لوكاكو لاعب كرة قدم بلجيكي.[2]

### يونيو
- 1 يونيو – نيومي هابارت

### يوليو
- 6 يوليو – ريتين أوباسوهان

### سبتمبر
- 4 سبتمبر – يانيك فيريرا كاراسكو لاعب كرة قدم.[3]

### أكتوبر
- 2 أكتوبر – ميتشي باتشوايي لاعب كرة قدم بلجيكي.[4]

### نوفمبر
- 30 نوفمبر – لوست فريكونسيس[5]

## وفيات

### يناير
- 20 يناير – أودري هيبورن (مواليد 1929) ممثلة بريطانية.[6]

### مارس
- 21 مارس – ألبرت رامون (مواليد 1920) درّاج طريق بلجيكي.

### يوليو
- 31 يوليو – بودوان الأول ملك بلجيكا (مواليد 1930)[7]